# Apleurotropis viswanathani
Apleurotropis viswanathani är en stekelart som beskrevs av Surekha och T.C. Narendran 1992. Apleurotropis viswanathani ingår i släktet Apleurotropis och familjen finglanssteklar. Inga underarter finns listade i Catalogue of Life.